# Pales angustifrons
Pales angustifrons là một loài ruồi trong họ Tachinidae.